# 이와사와역
이와사와역(일본어: 岩沢駅)은 일본 이와테현 기타카미시에 위치한 동일본 여객철도 기타카미 선의 철도역이다. 단선 승강장 1면 1선의 구조를 갖춘 지상역이다.

## 이용 현황
| 승차 인원 추이 | 승차 인원 추이 |
| 연도           | 1일 평균       |
| -------------- | -------------- |
| 2000           | 38             |
| 2001           | 36             |
| 2002           | 31             |

## 역 주변
- 국도 제107호선
- 와가 강

## 역사
- 1921년 11월 18일 : 개업.
- 1982년 11월 15일 : 간이 위탁화. 이와사와 역장이 폐지되어, 와카센닌 역장 관리하에 한다.
- 1987년 4월 1일 : 일본국유철도 분할 민영화에 의해, 동일본 여객철도가 승계.
- 1991년 : 역사를 건축하여, 공민관이 병설되었다.
- 1994년 10월 1일 : 와카센닌 역의 무인역에 의해 역무원 파견폐지. 무인화. 홋토유다 역 관리하에 한다.
- 2003년 4월 1일 : 무인화.
- 2007년 3월 18일 : 홋토유다 역장 폐지에 의해, 기타카미 역 관리하에 한다.

## 인접 역
| ■ 기타카미 선            | ■ 기타카미 선 | ■ 기타카미 선        |
| ------------------------ | ------------- | -------------------- |
| 요코카와메 기타카미 방면 | ■ 보통        | 와카센닌 요코테 방면 |